# Trey Hardee
James Edward „Trey“ Hardee III (* 7. Februar 1984 in Birmingham, Alabama) ist ein ehemaliger US-amerikanischer Zehnkämpfer und Weltmeister der Jahre 2009 und 2011. Bei einer Körpergröße von 1,96 m betrug sein Wettkampfgewicht 96 kg.

## Karriere
Trey Hardee wurde 1984 in Birmingham geboren, wo er auch aufwuchs. Ursprünglich wollte er Basketballspieler werden, wurde aber in seinem Junior Year auf der High School in Vestavia Hills aus dem Schulteam genommen. Daraufhin wandte sich Hardee der Leichtathletik zu. Er begann mit dem Stabhochsprung und nahm einmal im Jahr an den nationalen Meisterschaften im Zehnkampf teil, anfangs aufgrund der schulfreien Tage. Nach seinem High-School-Abschluss 2002 schrieb sich Hardee an der Mississippi State University ein. Dort wechselte er vom Stabhochsprung zum Zehnkampf.
2003 belegte Hardee bei den College-Hallenmeisterschaften SEC einen siebten Platz im Stabhochsprung und mit 7544 Punkten Rang drei im Zehnkampf. Im selben Jahr wurde er bei den College-Meisterschaften NCAA mit 7468 Punkten Fünfter. In den folgenden Jahren gelang es Hardee sich kontinuierlich im Zehnkampf zu verbessern. 2004 belegte er bei den NCAA-Meisterschaften mit 8041 Punkten Platz zwei, gewann mit 7480 Punkten die SEC-Meisterschaften und mit 7218 Punkten die NACAC-Meisterschaften der unter 23-Jährigen.
Nach der Einstellung des Leichtathletikprogramms an der Mississippi State University 2004 wechselte Hardee auf die University of Texas in Austin. 2005 gewann er erstmals mit 7881 Punkten die NCAA-Meisterschaften. Bei den Texas Relays im selben Jahr gewann er ebenfalls den Zehnkampf (7839 Punkte) und belegte Medaillenplätze bei den Hallenmeisterschaften in Houston (Silber) und dem NCAA-Siebenkampf (Bronze). 2006 führte Hardee erneut bei den NCAA-Meisterschaften nach sieben von zehn Disziplinen, ehe er im Stabhochsprung keinen gültigen Versuch erreichen konnte und beim Sieg von Jake Arnold auf Platz neun zurückfiel. Im selben Jahr gelang es Hardee bei den Texas Relays erstmals die 8000-Punkte-Marke zu überbieten. Mit 8465 Punkten stellte er einen neuen Meisterschaftsrekord auf und war am Ende des Jahres in den USA fünftbester Zehnkämpfer.
Nachdem Hardee 2007 keinen Zehnkampf bestritten hatte, belegte er bei der US-Qualifikation zu den Olympischen Sommerspielen 2008 Platz zwei. Gleichzeitig bedeuteten die erreichten 8534 Punkte eine neue persönliche Bestleistung für den Amerikaner und am Ende des Jahres die fünftbeste Leistung in der Welt. Beim olympischen Zehnkampf in Peking lag Hardee zwischenzeitlich auf einem vierten Platz, ehe er in seiner Paradedisziplin Stabhochsprung ohne gültigen Versuch ausschied. Im selben Jahr gewann er zum dritten Mal mit 8371 Punkten die Texas Relays.
Ende Juni 2009 errang Hardee mit 8261 Punkten den US-Meistertitel im Zehnkampf vor Ashton Eaton und Jake Arnold, wobei er von einer Verletzung des Olympiasiegers Bryan Clay profitierte. Im selben Jahr führte der Amerikaner beim traditionsreichen Mehrkampf-Meeting im österreichischen Götzis nach neun von zehn Disziplinen das Favoritenfeld mit 133 Punkten an, ehe er im abschließenden 1500-Meter-Lauf noch überraschend von dem Deutschen Michael Schrader auf Platz zwei verwiesen wurde.

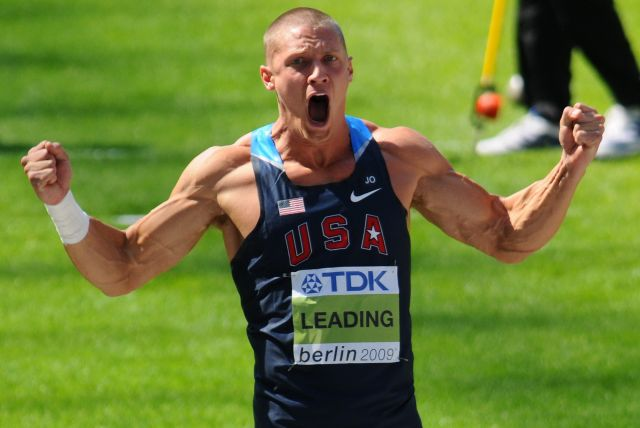
Hardee bei den Leichtathletik-Weltmeisterschaften 2009

Bei den Weltmeisterschaften in Berlin profitierte Hardee von der verletzungsbedingten Absage Schraders und legte mit 10,45 s die Bestzeit im 100-Meter-Lauf vor, verbesserte seine persönliche Bestleistung im Weitsprung auf 7,83 m und im Kugelstoßen um fast einen Meter auf 15,33 m. Er verlor die Führung nach den ersten drei Wettbewerben im Hochsprung, übernahm diese aber wieder nach der sechsten Disziplin, dem 110-Meter-Hürdenlauf, wo er die Tagesbestzeit von 13,86 s erreichte. Mit neuem persönlichen Rekord im Speerwurf gewann Hardee den Weltmeistertitel vor dem Kubaner Leonel Suárez und Alexander Pogorelow aus Russland. Die erreichten 8790 Punkte bedeuteten eine neue persönliche Bestleistung und die Verbesserung der Weltjahresbestleistung von Suárez (8654 Punkte). Gleichzeitig war Hardee mit diesem Ergebnis der drittbeste Zehnkämpfer in der US-amerikanischen Leichtathletik-Geschichte hinter Dan O’Brien und Bryan Clay. Dieser Erfolg brachte ihm Monate später den Jim Thorpe All-Around Award der United States Sports Academy ein.
Bei den Hallenweltmeisterschaften 2010 in Doha musste sich Hardee dem wiedererstarkten Bryan Clay geschlagen geben und gewann mit der Saisonbestleistung von 6184 Punkten die Silbermedaille, nur 20 Punkte hinter seinem Landsmann. 2011 konnte Hardee erstmals das Mehrkampf-Meeting in Götzis für sich entscheiden und siegte mit 8689 Punkten vor dem Kubaner Suárez und dem Esten Mikk Pahapill. Im selben Jahr konnte er bei den Weltmeisterschaften im südkoreanischen Daegu seinen Zehnkampf-Titel mit 8607 Punkten vor seinem Landsmann Ashton Eaton (8505 Punkte) und Leonel Suárez (8501) verteidigen. Bei den folgenden Olympischen Spielen 2012 in London musste er sich erwartungsgemäß seinem Teamkollegen und neuen Weltrekordhalter Ashton Eaton geschlagen geben und gewann mit 8671 Punkten die Silbermedaille. Bei den Weltmeisterschaften 2013 in Moskau schied er verletzungsbedingt nach dem Hochsprung aus, nachdem er an seiner Anfangshöhe von 1,90 m gescheitert war.
2017 stürzte er bei den Weltmeisterschaften in London im 110-Meter-Hürdenlauf, gab den Wettkampf auf und erklärte anschließen seinen Rücktritt.
Trey Hardee lebt in Austin, Texas. Er wurde von Mario Sategna trainiert.

## Persönliche Bestleistungen

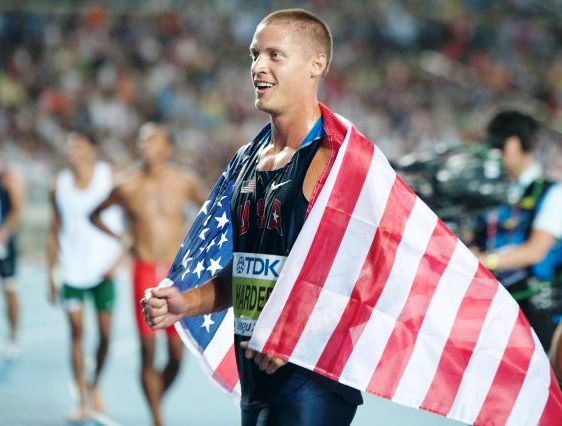
Hardee nach seinem WM-Erfolg in Daegu (2011)

Unter Freiluftbedingungen aufgestellte Bestleistungen von Trey Hardee in den einzelnen Zehnkampfdisziplinen:
| Disziplin      | Ergebnis    | Datum           | Ort        |
| -------------- | ----------- | --------------- | ---------- |
| 100 m          | 10,39 s     | 29. Mai 2010    | Götzis     |
| Weitsprung     | 7,88 m      | 28. Mai 2011    | Götzis     |
| Kugelstoßen    | 15,72 m     | 22. Juni 2012   | Eugene     |
| Hochsprung     | 2,05 m      | 21. August 2008 | Peking     |
| 400 m          | 47,51 s     | 7. Juni 2006    | Sacramento |
| 110 m Hürden   | 13,54 s     | 9. August 2012  | London     |
| Diskuswurf     | 52,68 m     | 3. April 2008   | Austin     |
| Stabhochsprung | 5,35 m      | 26. Juni 2015   | Eugene     |
| Speerwurf      | 68,99 m     | 28. August 2011 | Daegu      |
| 1500 m         | 4:40,94 min | 9. August 2012  | London     |

(Stand: 23. Juni 2017)